# Forcall

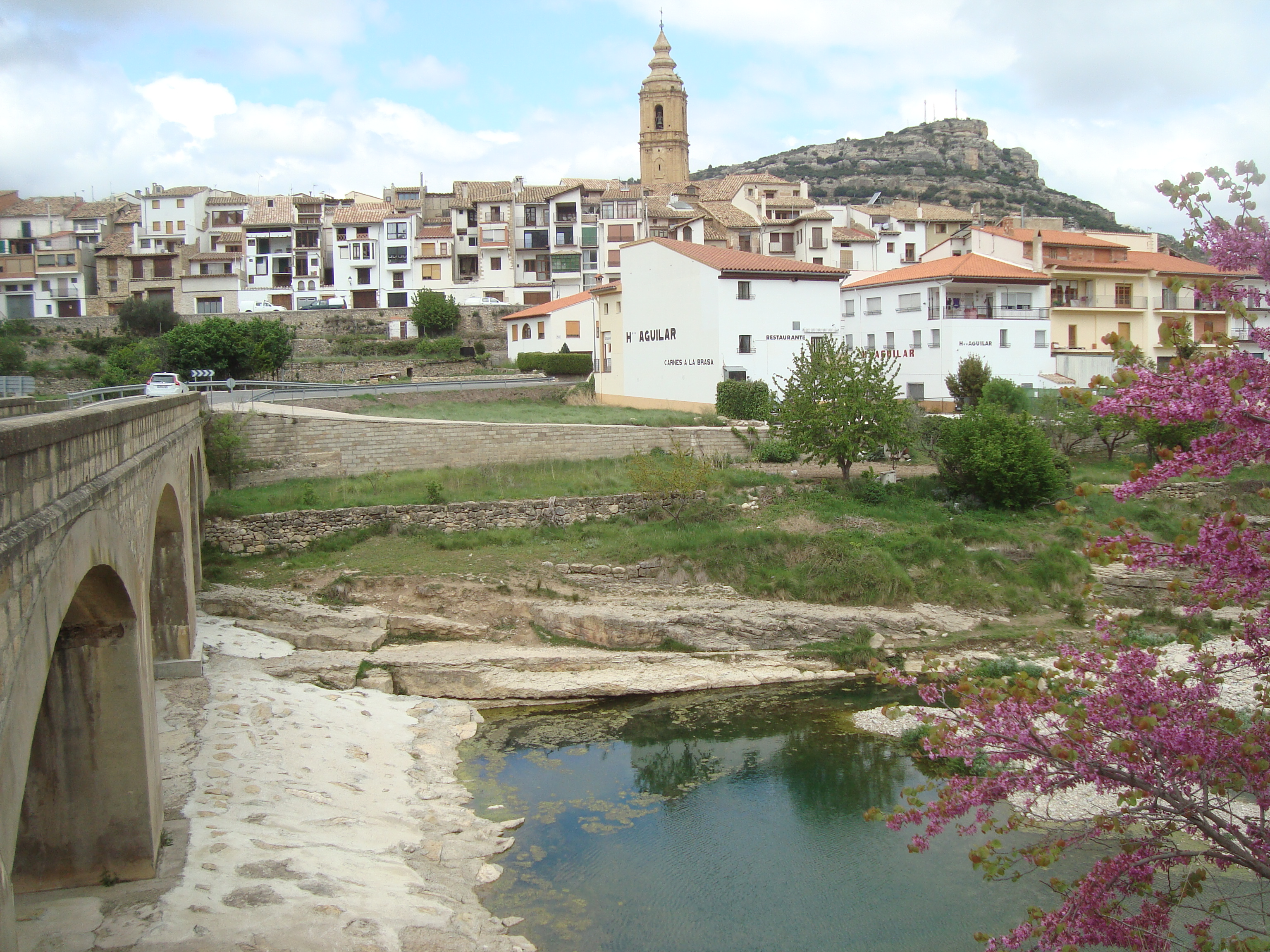
Forcall (Castellón)

Forcall è un comune spagnolo di 558 abitanti situato nella comunità autonoma Valenciana.

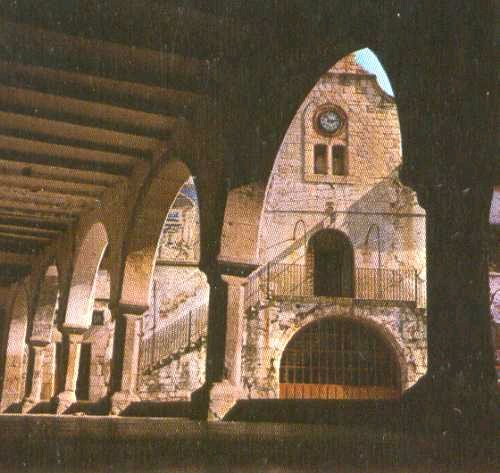
Plaza Mayor